# 1922委员会
1922委員會（英語：1922 Committee），舊稱為「保守党普通国会议员委员会（Conservative Private Members' Committee）」，是英国保守党在国会下议院的议会党团。这个委员会由所有保守党後座議員每周在国会内举行例会，目的是不受制于前座议员地协调和讨论後座议员基于个人独立思考观察和来自选区选民的意见。该委员会的成员和工作人员资格都仅限于後座議員，但2010年後保守党前座议员已经被公开邀请参加会议。委员会在选择党魁（保守党执政时即为首相）时能发挥重要作用。该委员会成立于1923年，但第一次发挥重要作用在1940年。总体上，该委员会仍受听命于领导层的党鞭们控制。

## 委员会章程性事宜
1922委员会内设由18位议员组成的执行委员会，1922委员会主席必须监督的党领袖的选举，或者对任何在任党领袖进行信任投票；後一程序的触发条件是15%的保守党国会议员写信给主席要求进行信任表决。最近一次則发生在2018年12月12日，超過48名保守党议员因不滿身兼英國首相的党领袖文翠珊及其領導之政府在處理英國脫離歐盟上之表現，写信给委员会主席格拉漢姆·布萊迪要求进行信任表决。此前一次則发生在2003年10月28日，在25名保守党议员写信给委员会主席迈克尔·斯派塞要求对党领袖伊恩·邓肯·史密斯进行信任表决。第二天邓肯·史密斯未通过信任表决而被罢免。

## 起源
委员会成立于1923年，但其名称来源于1922年10月19日卡尔顿俱乐部的会议，在这次会议上保守党国会议员成功地要求本党退出大卫·劳合·乔治领导的联合政府。这一决定也使保守党赢得了1922年大选，之後许多第一次当选的保守党议员们成立了本委员会，来讨论政治事件并施加影响。
需要注意的是，成立本委员会的国会议员与决定退出联合政府的议员们并非同一批人。最初人们于1922年组织了一个小规模餐叙小组，然後发展为由活跃的後座议员组成的起骨干作用的核心小组。1923年和1924年的大选，更多的首次当选议员成为小组成员，1926年所有的後座议员都被邀请为成员。从此，它成为大多数议员的发挥影响的平台而不是发泄不满的小圈子。
政治术语“西装男”"（men in suits）或“灰西装男”（men in grey suits），意为保守党议员代表团（不只是後座议员），这些人向党领袖传达後座议员使其自然下台而不是强行公开挑战的意愿，以供领袖参考。撒切尔夫人下台後，这被人们熟知。

## 2010年的变化
2010年5月19日，保守党与自由民主党成立联合政府不久後，首相卡梅伦建议改变委员会，让大臣们(前座议员)加入建议形成的过程，这激怒了一些国会後座议员。5月20日，1922委员会成员投票以168票赞成、118反对批准这一改变。保守党後座议员批评改变，投了反对票，同时大臣们认为这种改变是必要的，因为联合政府时期保守党需要政策的协调一致性。
但是，新任委员会主席格雷厄姆·布莱迪在表决後澄清说，尽管前座议员可以出席委员会会议，但只有後座议员能选举委员会官员和执行委员会成员，就像国会工党那样。

## 近期媒体报道
2011年7月，詹姆斯·默多克和鲁伯特·默多克因世界新闻报电话监听丑闻出席国会质询後， 据报道，卡梅伦抵达委员会时受到议员欢呼。

《卫报》的两则报道称这样展示性的动作其对象是“在外边的记者们"，卡梅伦在保守党中的支持因监听丑闻而受到了冲击。文章不点名指出: 
“许多下院议员抱怨1922委员会失效了……而且是被默许的。”
2012年12月20日，《旁觀者》杂志刊文支持心怀不满的後座议员。党领袖向委员会提交的年终讲话上，一名议员自由地表示，保守党需要从时任党鞭长安德魯·米切爾发生的事情中吸取教训， 今年早些时候，委员会中其他成员“表达了对米切尔的关切，推动了他辞职的决定”。

## 现任执行委员会
自2019年5月4日起：
- 主席
  - 格雷姆·布萊迪
- 副主席
  - 查爾斯·沃克
  - 謝麗爾·基蘭
- 秘书
  - 鮑勃·布萊克曼
- 司库
  - 喬弗利·克利夫頓-布朗
- 执行委员：
  - 凱米·巴德諾赫
  - 伯納·詹金
  - 約翰·拉蒙
  - 寶蓮·萊瑟姆
  - 謝雷爾·莫瑞（英语：Sheryll Murray）
  - 馬克·柏賽
  - 阿歷克·舍布魯克
  - 約翰·史蒂文森
  - 比爾·維京
  - 威廉·瓦拉格

## 历任主席
- Gervais Rentoul爵士 (1923-1932)
- 威廉·莫里森 (1932至1935中)
- 黑格·奥尼尔,第一代准男爵爵士 (1935-1939)
- 帕特里克·司本思 (1939年至1940年)
- 亚历山大·厄山爵士 (1940-1944)
- 约翰·麦克尤恩爵士 (1944年至1945年)
- 阿诺德·格里德利 (1946-1951年)
- 德里克·沃克·史密斯 (1951-1955)
- 约翰·莫里森 (1955-1964)
- 威廉·安斯特拉瑟-格瑞,第一代准男爵爵士 (1964年-1966年)
- 亚瑟·维尔-哈维爵士 (1966-1970年)
- 哈瑞·莱格-伯克爵士 (1970年-1972年)
- 爱德华·杜卡恩爵士 (1972-1984)
- 克兰利·斯洛 (1984年至1992年)
- 马库斯·福克斯爵士 (1992-1997年)
- 阿奇·汉密尔顿爵士 (1997-2001年)
- 迈克尔·斯派塞爵士 (2001-2010年)
- 格拉漢姆·布萊迪 (2010-今)

### 秘书
- 维克多·古德休爵士 (1979年至1983年)
- 吉尔·奈特女男爵 (1983年-1987年)